# Goran Maksimović
Goran Maksimović (n. 27 iulie 1963, Svetozarevo, Districtul Pomoravlje, Serbia) este un trăgător de tir ce a reprezentat Serbia, medaliat olimpic. A participat la 5 ediții ale Jocurilor Olimpice (1984, 1988, 1992, 1996, 2000) în care a câștigat o medalie de aur.